# هجر الإخوان
هجر الإخوان (مفردها هجرة)، هي مستوطنات أنشأها أمير نجد عبد العزيز آل سعود (مؤسس المملكة العربية السعودية) للبدو الرحل ليستقرو فيها بدلا من حياة التجوال في بدايات القرن العشرين، وكان البدو يشكلون النسبة الأكبر من السكان آنذاك، وكان هدف عبد العزيز إخضاع البدو وتحويلهم إلى السلفية الوهابية المقترنة بسلطته. فسميت هجرة لهجرة حياة البادية للتمدن و«ترك الوطن الذي بين الكفار والانتقال إلى دار الإسلام»،:232 فارتبطت الهجر بنشر التعاليم السلفية الوهابية والجهاد في سبيل الله والولاء لإبن سعود. ونشأ فيها الإخوان، جيش ابن سعود الديني القومي. أسست أول هجرة عام 1912 في الأرطاوية، وفي البدء أُجبر البدو على بيع جمالهم وتحولو إلى إخوان ويتميزون عن الناس بعصابة بيضاء ويشكلون قوة عسكرية لإبن سعود، إلا أن فترات السلم جعلت منهم عالة عليه، فبدأ حث البدو على التجارة والزراعة، فأصبح سكان الهجر من المزارعين أساسا والتجار والمطاوعة، وعسكريا، كان في الهجر ثلاث أقسام، الأول ملبي الجهاد، وهم المستعدون للقتال دائما، والجهاد مثنى وهم الرديف، يرافقون الأوائل على جمالهم في القتال، وقسم ثالث يبقون في الهجر للمداومة على على الزراعة والتجارة لا يقاتلون إلا عند دعوة «النفير العام».:237 بلغ عدد الذين يلبون الجهاد في الهجر عام 1926 76,500 مقاتل يضاف إلى هذا الرقم ضعفاه (153,000) الضعف الأول هم البدو الذين يرعون المواشي والضعف الثاني حرفيوا القرية ، وقد أستمرت أعداد الهجر بالتزايد حتى بلغت 200 هجرة.

## قائمة هجر الإخوان عام 1926
قائمة هجر الإخوان عام 1926
| اسم الهجرة  | عدد المقاتلين | القبيلة |
| ----------- | ------------- | ------- |
| الأرطاوية   | 20000         | مطير    |
| الغطغط      | 2000          | عتيبه   |
| عرجا        | 2000          | عتيبة   |
| الداهنه     | 2000          | عتيبة   |
| ساجر        | 2000          | عتيبة   |
| الصوح       | 300           | عتيبة   |
| الصرار      | 2000          | العجمان |
| الاجفر      | 2000          | شمر     |
| نفي         | 1500          | عتيبة   |
| مشيرق       | 1500          | الدواسر |
| قرية العليا | 1800          | مطير    |
| قرية السفلى | 1600          | مطير    |
| مبايض       | 5000          | مطير    |
| بوضا        | 1000          | مطير    |
| الفروثي     | 1000          | مطير    |
| الاثلة      | 1000          | عتيبة   |
| الحيد       | 1000          | عتيبة   |
| فريثان      | 1000          | مطير    |
| السنام      | 1000          | عتيبة   |

## هوامش
1. 1 2 3  تاريخ نجد الحديث وملحقاته - أمين الريحاني
2. ↑  الهجر ونتائجها في عصر الملك عبد العزيز - موضي بنت منصور بن عبد العزيز آل سعود
3. ↑  الريحاني، ص.456